# Baixa Ibéria
Baixa Ibéria (em georgiano: ქვემო ქართლი; romaniz.: Kvemo Kartli; em azeri: Aşağı Kartli) é uma província histórica e atual região administrativa (mkhare) do sudoeste da Geórgia. A cidade de Rustavi é a capital regional. A população é mista entre georgianos (51.25%), azeris (41.75%), armênios (5%), russos (0.6%), gregos pônticos e caucasianos e outros. A população estimada em 2012 era 511 300, mas o censo de 2014 mostra que ela reduziu para ca. 423 986. Baixa Ibéria tem 6 municipalidades:
- Bolnissi
- Gardabani
- Dmanissi
- Marneuli
- Tetritscaro
- Tsalca